# Nordic Challenge Cup
Nordic Challenge Cup (NCC) var ett sportvagnsmästerskap som kördes under 1969.
NCC körde tre deltävlingar under sin enda säsong 1969: en i Finland och två i Sverige. Året därpå ersattes NCC av Interserie, med flera deltävlingar runt om i Europa.

## Delsegrare
| Datum        | Bana                 | Vinnare      | Bil         |
| ------------ | -------------------- | ------------ | ----------- |
| 24 augusti   | Käinby Motorstadion  | Jochen Rindt | Porsche 908 |
| 31 augusti   | Mantorp Park         | Leo Kinnunen | Porsche 908 |
| 14 september | Scandinavian Raceway | Leo Kinnunen | Porsche 908 |

## Slutställning
| Plats | Förare           | Bil                | Poäng |
| ----- | ---------------- | ------------------ | ----- |
| 1     | Leo Kinnunen     | Porsche 908        | 60    |
| 2     | Herbert Müller   | Lola T70           | 42    |
| 3     | Jo Bonnier       | Lola T70           | 33    |
| 4     | David Piper      | Lola T70           | 30    |
| 5     | Chris Craft      | Porsche 908        | 25    |
| 5     | Brian Redman     | Lola T70           | 25    |
| 7     | Barrie Smith     | Lola T70           | 24    |
| 8     | Teddy Pilette    | Alfa Romeo Tipo 33 | 23    |
| 9     | Richard Broström | Porsche 908        | 16    |
| 9     | Richard Attwood  | Lola T70           | 16    |